# Теребовлянська дубина
Теребовля́нська дуби́на — ботанічна пам'ятка природи місцевого значення в Україні. Розташована на схід від села Струсів Тернопільського району Тернопільської області, в межах лісового урочища «Дача Теребовлянська». 
Площа — 6,3 га. Оголошена об'єктом природно-заповідного фонду рішенням Тернопільської обласної ради від 18 березня 1994 року. Перебуває у віданні ДП «Тернопільське лісове господарство» (Теребовлянське лісництво, кв. 43, вид. 6). 
Під охороною — дубово-буково-грабово-березові насадження 1-го бонітету віком 95 років; має наукове, пізнавальне та господарське значення.